# Stiftung für die RPTU
Die Stiftung für die RPTU wurde 2006 als Stiftung für die TU Kaiserslautern als eine gemeinnützige Bürgerstiftung in Kaiserslautern gegründet um die Technische Universität Kaiserslautern in ihrer weiteren Entwicklung zu unterstützen. Seit der Fusion der TU Kaiserslautern mit dem Campus Landau der Universität Koblenz-Landau zur Rheinland-Pfälzischen Technischen Universität Kaiserslautern-Landau (RPTU) im Jahr 2023 unterstützt die Stiftung die weitere Entwicklung der RPTU. Der Sitz der Stiftung ist inzwischen in die Villa Denis in Diemerstein verlegt worden.

## Zielsetzung
Die entsprechende Formulierung in der Präambel der Stiftungssatzung lautet: „Als einzige technische Universität in Rheinland-Pfalz fühlt sich die RPTU verpflichtet, Forschung, Lehre und Studium auf hohem Qualitätsstandard zu ermöglichen. Die Stiftung für die RPTU eröffnet der Universität die Möglichkeit und Chance, unabhängig von öffentlichen Budgets zum Wohle der Hochschule Ideen zu entwickeln und zu verwirklichen sowie neue und zukunftsorientierte Initiativen zu ergreifen und umzusetzen. Diese Ziele zur vollen Entfaltung zu bringen, ist das Anliegen der Stifter.“

## Geschichte
Ein Jahr nach ihrer Gründung konnte die Stiftung Ende 2007 mit Hilfe der Unterstützung durch weitere Stifter die Villa Denis und die Ruine der Burg Diemerstein erwerben. Die Villa ist inzwischen Sitz der Stiftung und hat sich als Tagungs- und Kulturzentrum etabliert. 2008 kam es zur Zulegung der Stiftung Rheinmetall, wodurch sich das Stiftungskapital auf über 2 Millionen Euro erhöhte. Im gleichen Jahr wurde unter dem Dach der TU-Stiftung die unselbständige Stiftung „Bildung für Kinder“ gegründet. Seit 2011 ist die TU-Stiftung an der Vergabe und Finanzierung des Deutschlandstipendiums beteiligt, das inzwischen über 1200 Studierende der TU Kaiserslautern erhalten haben. Die TU-Stiftung hat auch über mehrere Jahre die Restaurierung der Burgruine oberhalb der Villa Denis gefördert und finanziell unterstützt. 2013 begann der Umbau und die Renovierung des Gästehauses neben der Villa Denis, das inzwischen auch von der TU-Stiftung erworben worden war. In der Villa Denis finden auch Konzerte mit bekannten Musikern statt.
Unter Mitwirkung der TU Stiftung entstand 2019 in direkter Nachbarschaft zur Villa Denis ein architektonisch interessant gestalteter Pavillon aus Holz, der als Ausgangspunkt für einen neuen Architekturcampus der TU dienen soll. Mitte 2022 wird auf dem Gelände der Stiftung eine Werk-Forschungs-Halle für Holzbau entstehen. Das Projekt wird sowohl von der Stiftung unterstützt, als auch aus LEADER-Mitteln gefördert.
2019 erwarb die Stiftung das Studierendenwohnheim (ESA) mit 20 Wohnheimplätzen. Das inzwischen unter Denkmalschutz stehende Gebäude ist in seiner Bauweise und seiner Art des sozialen Miteinanders als große Wohngemeinschaft einzigartig in Deutschland. Bis Ende 2024 soll im Zuge einer Sanierung für insgesamt 2,7 Mio. EUR das Wohnheim zu einem CO2-neutralem Gebäude werden.